# Cassyma chrotodon
Cassyma chrotodon är en fjärilsart som beskrevs av Louis Beethoven Prout 1925. Cassyma chrotodon ingår i släktet Cassyma och familjen mätare. Inga underarter finns listade i Catalogue of Life.